# Pirámide de Jendyer

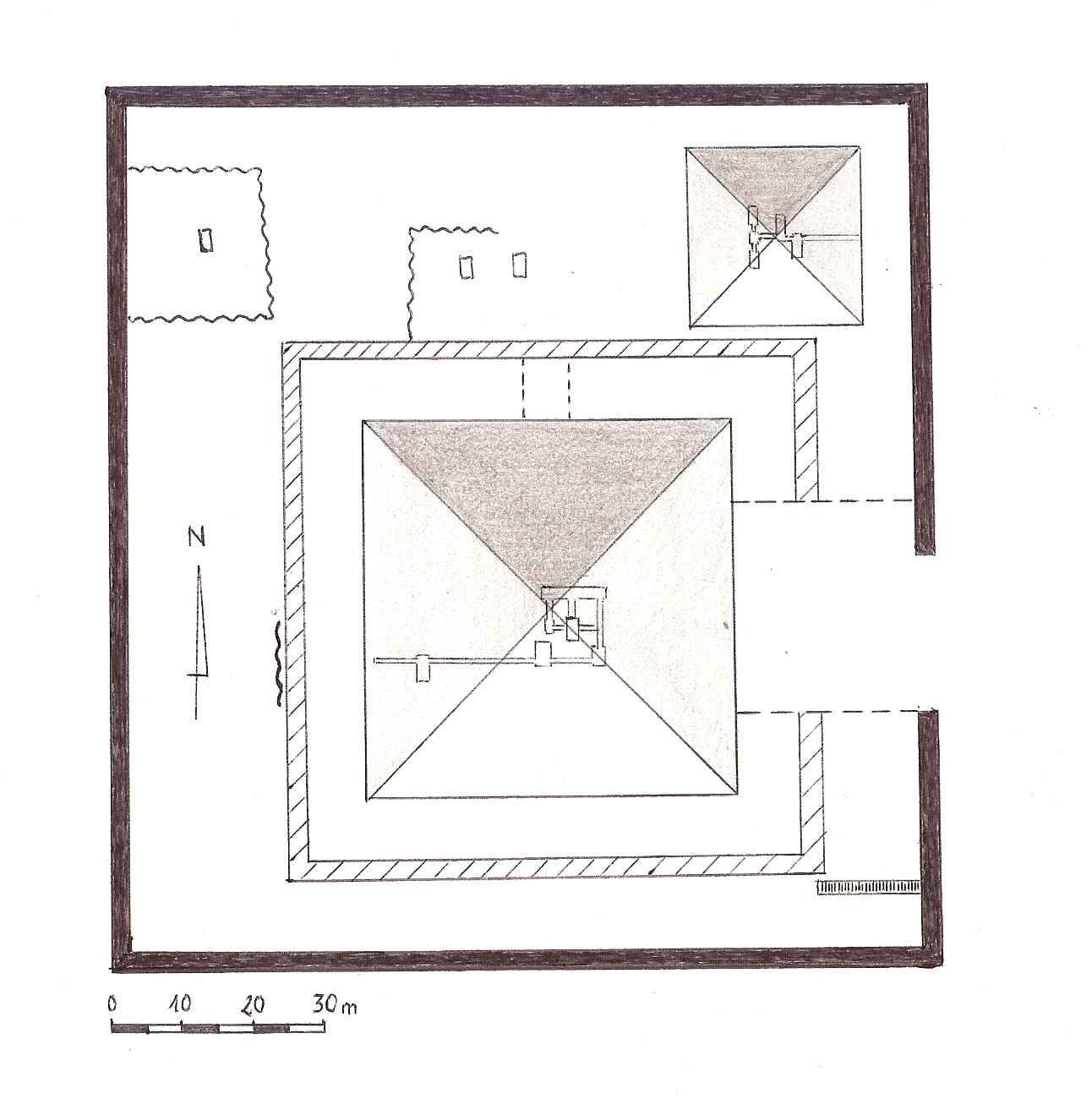
Plano del complejo piramidal

La pirámide de Jendyer fue una pirámide construida para el entierro del faraón Jendyer de la XIIIª dinastía, que gobernó Egipto c. 1760 a. C. durante el Segundo Período Intermedio. La pirámide, que forma parte de un complejo más grande que comprende un templo mortuorio, una capilla, dos muros de cerramiento y una pirámide auxiliar, originalmente tenía una altura de 37 m y ahora está completamente en ruinas. El piramidión fue descubierto durante las excavaciones bajo la dirección de Gustave Jéquier en 1929, lo que indica que la pirámide se terminó en vida de Jendyer. Es la única pirámide conocida que se completó durante la XIIIª dinastía.

## Excavaciones
Las primeras investigaciones de la pirámide de Jendyer fueron emprendidas a mediados del siglo XIX por Karl Richard Lepsius, quien incluyó la pirámide en su lista con el número XLIV. La pirámide fue excavada por Gustave Jéquier desde 1929 hasta 1931 con el informe de excavación publicado dos años después en 1933.

## Complejo de la pirámide
El complejo piramidal de Jendyer está ubicado entre la pirámide de Pepi II y la pirámide de Senusret III en el sur de Saqqara. La pirámide principal se encuentra actualmente en ruinas, debido en parte a las excavaciones dañinas de Gustave Jéquier y ahora se eleva solo un metro por encima de la arena del desierto.

### Paredes de recinto
El complejo piramidal comprende la pirámide principal encerrada por dos muros. El exterior, hecho de adobe, contenía en la esquina noreste una pequeña pirámide auxiliar, la única conocida que data de la XIIIª dinastía. La pared interior del cerramiento estaba hecha de piedra caliza y decorada con nichos y paneles. Esta pared reemplazó a un muro ondulado anterior de adobe, lo que llevó a Rainer Stadelmann a sugerir que ese muro inicial se construyó como un sustituto provisional del muro de nichos, más lento en construirse, pero preferido. En la esquina sureste del muro exterior hay una escalera sin terminar bloqueada, que podría ser parte de la subestructura de la pirámide o parte de una tumba al sur sin terminar, destinada al Ka del rey fallecido.

### Capilla del norte

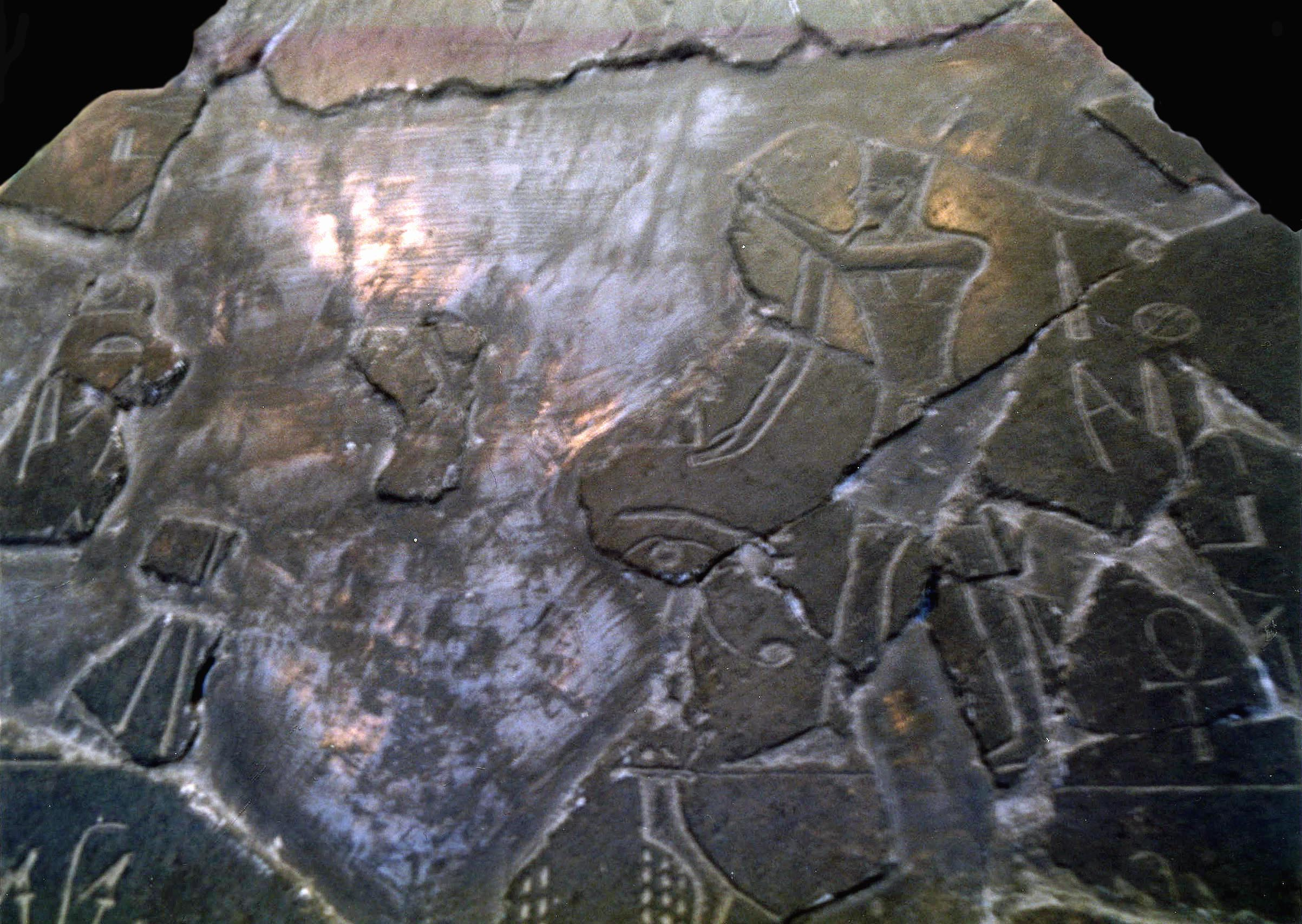
Cara este del piramidión de la pirámide de Jendyer, que representa al rey con Atum y Ra. Museo Egipcio, El Cairo, JE 53045

Se construyó una pequeña capilla adyacente al lado norte de la pirámide principal, dentro del muro interior del recinto. La capilla se levantó sobre una plataforma y se podía acceder por dos escaleras. La pared norte de la capilla albergaba una puerta falsa amarilla de cuarcita. La ubicación de esta puerta era inusual, ya que debería haber estado en la pared más cercana a la pirámide, es decir, la pared sur en lugar de la pared norte. Los pocos fragmentos sobrevivientes de los relieves de la capilla muestran las escenas habituales con portadores de ofrendas.

### Templo mortuorio
En el lado este de la pirámide se encontraba el templo funerario que se extendía a través de ambos muros del recinto. Esto permitió que la sección exterior del templo se colocara fuera de la pared interior, con el santuario interior en el interior. Quedan muy pocos restos del templo, excepto partes de relieves y columnas y zonas de losas del pavimento.

## Pirámide principal

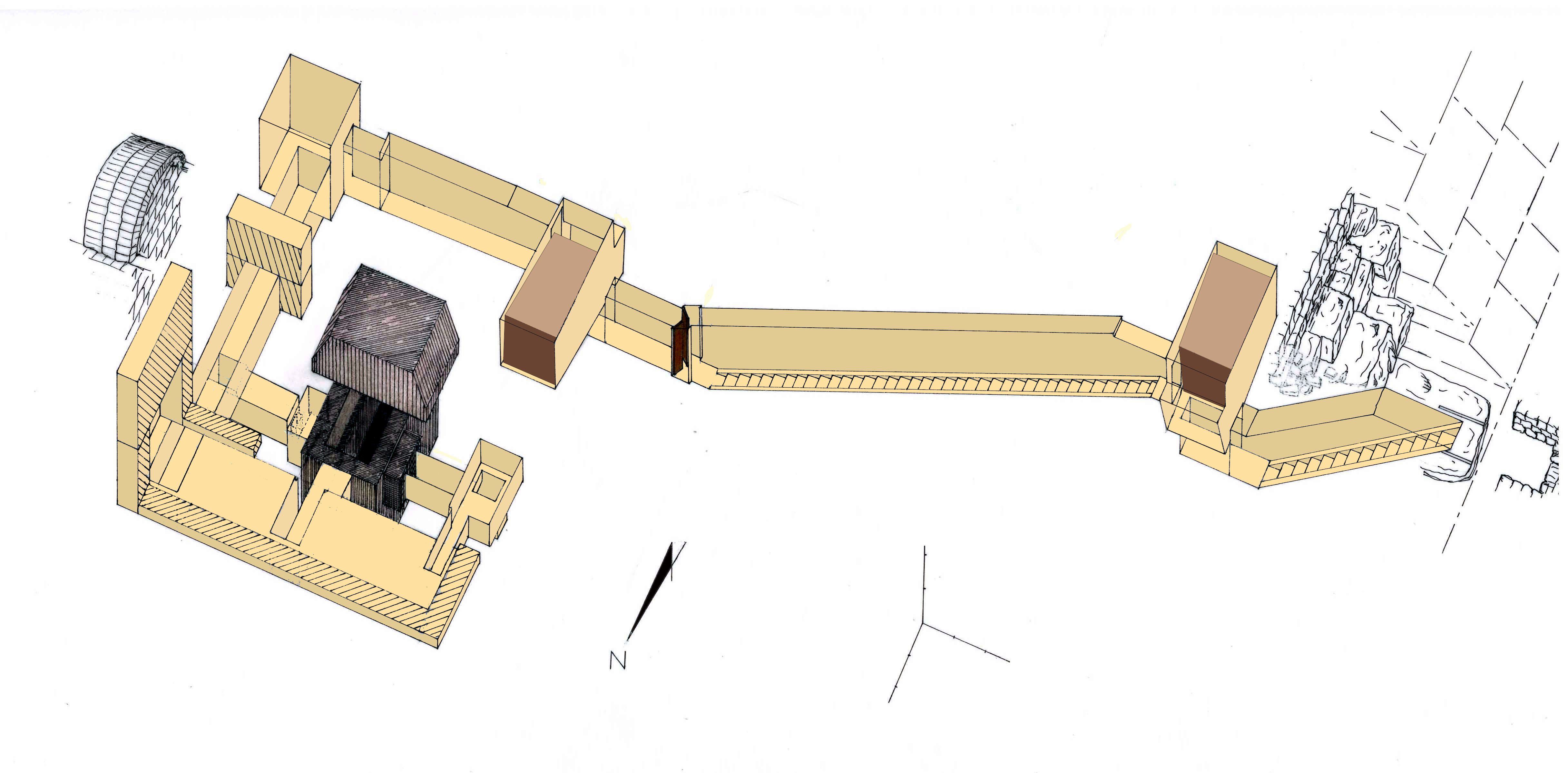
Plano de las cámaras subterráneas de la pirámide, mostrando los rastrillos de granito abiertos.

La pirámide originalmente tenía una altura de 105 codos reales, que son unos 37 metros. La pirámide se construyó con un núcleo de ladrillo y una cubierta exterior de piedra caliza. Estas piezas y el revestimiento de piedra caliza fueron arrancados después por ladrones de piedras, lo que dejó el núcleo desprotegido. Al núcleo le fue muy mal con el tiempo y la pirámide ahora tiene solo un metro de altura debido a su desintegración.
También se descubrió un piramidión de granito negro fragmentado en el lado este del complejo y fue restaurado por Gustave Jéquier. Ahora se exhibe en el Museo Egipcio de El Cairo. El piramidión está decorado con relieves que muestran a Jendyer realizando ofrendas y lleva una inscripción con el nombre de Nesut-Bity  "Userkare" (Fuerte es el ka de Ra), por lo que se sabe que es un nombre de trono de Jendyer.
La entrada a las estructuras subterráneas se encuentra en la base del extremo sur de la pirámide del lado oeste. Una escalera con trece escalones conduce a un rastrillo de granito similar a los encontrados en las pirámides de Mazghuna, que también datan del Imperio Medio. El rastrillo originalmente estaba destinado a bloquear la habitación, pero nunca se colocó a través del pasaje. Más allá de la cámara del rastrillo, una escalera adicional con treinta y nueve escalones lleva a una puerta de madera cerrada de doble hoja. Más allá de la puerta hay una segunda cámara de rastrillo, que también se dejó abierta. A su vez, esta conduce a una pequeña antecámara y desde allí a otro corredor cuyo acceso se ocultó bajo el pavimento del piso de la antecámara. Este corredor conduce a la cámara funeraria.

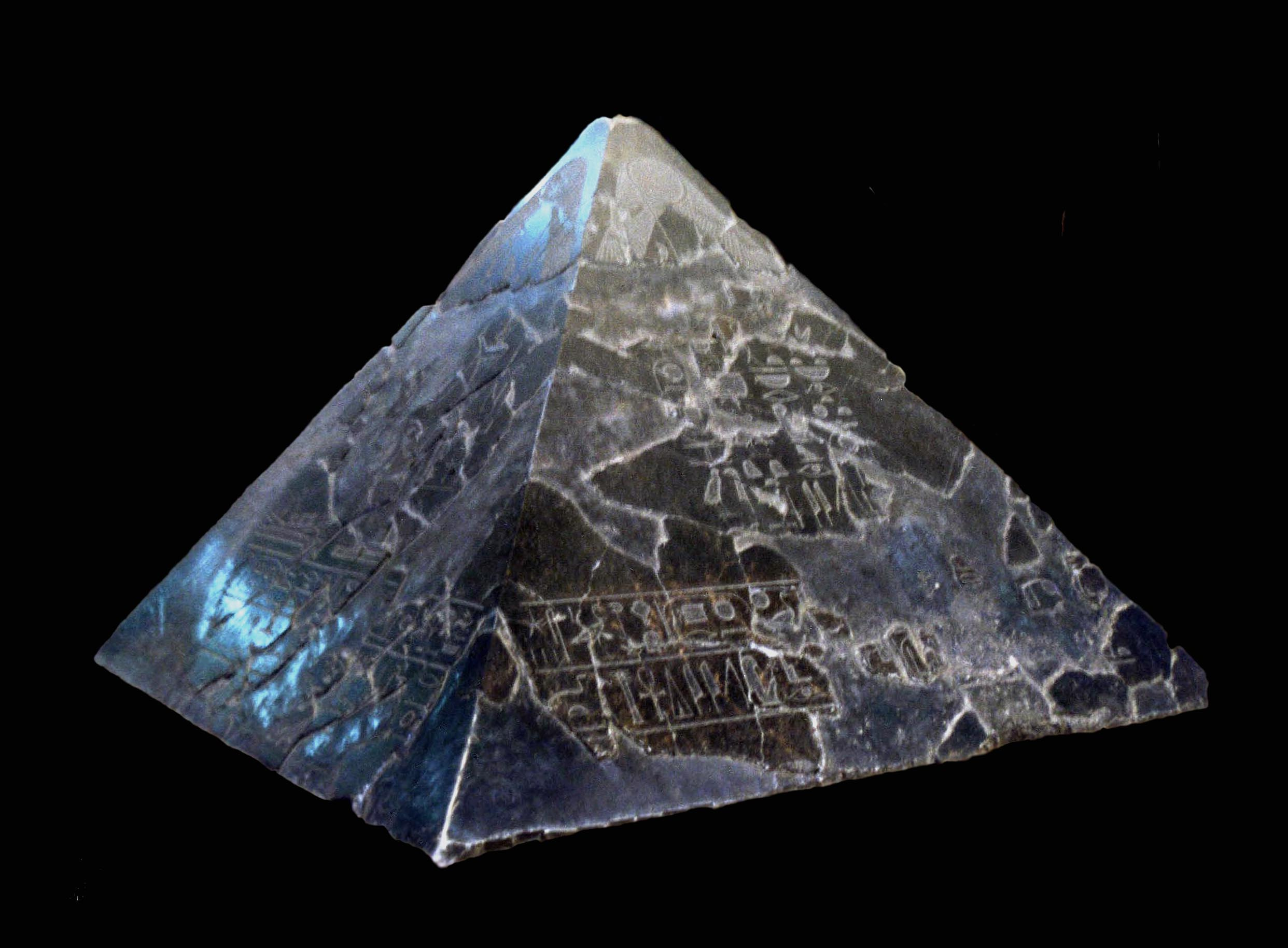
Piramidión de la pirámide de Jendyer, Museo egipcio, JE 53045.

La segunda cámara de rastrillos, la antesala y el corredor de Jendyer se construyeron en la esquina de un gran foso excavado en el suelo. La cámara funeraria, que está hecha de un colosal bloque de cuarcita monolítica, se colocó en el foso antes de la construcción de la pirámide, de manera similar a la cámara funeraria de Amenemhat III en Hawara. El peso del bloque de cuarcita se estimó por G. Jéquier en 150 toneladas. El bloque fue tallado en dos compartimentos destinados a recibir el ataúd del rey, la caja de canopos y el ajuar funerario. El techo está formado por dos grandes vigas de cuarcita que pesan 60 toneladas.

## Pirámide auxiliar

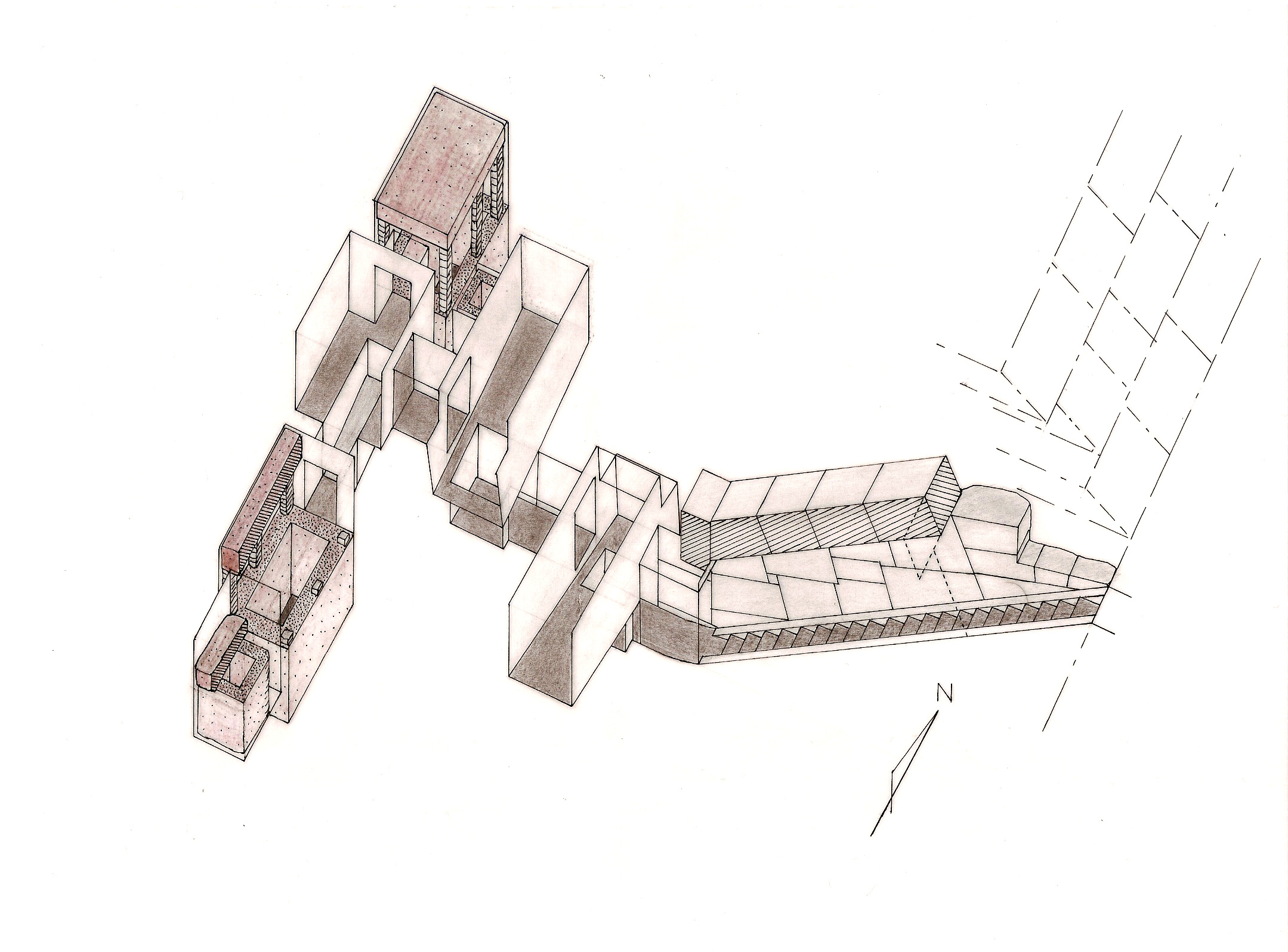
Subestructuras de la pirámide auxiliar.

En la esquina noreste del complejo de pirámides de Jendyer hay una pequeña pirámide auxiliar, que se cree que fue preparada para los enterramientos de dos de las reinas de Jendyer. G. Jéquier también encontró tumbas de fosa cerca, que pudieron haber sido preparadas para otros miembros de la familia real. La entrada a las subestructuras de esta pirámide se encuentra en la base oriental. Una pequeña escalera conduce a dos cámaras con rastrillo similares a las que se encuentran en la pirámide principal. Aquí también los rastrillos se dejaron abiertos. Más allá hay una antecámara que se ramifica hacia el norte y el sur hasta dos cámaras funerarias alineadas con mampostería y ambas albergan un gran sarcófago de cuarcita. Las tapas de los sarcófagos se encontraban apoyadas en bloques como deberían estar antes de cualquier entierro. Por lo tanto, los dos contenedores probablemente nunca se usaron.
Algunos acontecimientos inesperados probablemente impidieron su uso, aunque no hay nada que sugiera directamente que el rey no hubiera sido enterrado como estaba previsto en la pirámide principal. Sin embargo, en un estudio reciente del Segundo Período Intermedio, el egiptólogo Kim Ryholt concluye que el sucesor de Jendyer, Imyremeshaw, usurpó el trono.